# Parque Natural del Delta del Ebro
Parque Natural del Delta del Ebro är en park i Spanien.   Den ligger i provinsen Província de Tarragona och regionen Katalonien, i den östra delen av landet, 400 km öster om huvudstaden Madrid.
Terrängen runt Parque Natural del Delta del Ebro är platt åt nordost, men åt nordväst är den kuperad.  Närmaste större samhälle är Sant Carles de la Ràpita, 6,6 km nordväst om Parque Natural del Delta del Ebro. 